# Božidar Širola
Božidar Širola (* 20. Dezember 1889 in Žakanje; † 10. April 1956 in Zagreb) war ein jugoslawischer Komponist.
Širola absolvierte bis 1913 ein Studium der Mathematik und Physik. Er studierte dann Musik in Zagreb bei Ivan Zajc und bis 1921 in Wien bei Guido Adler. Er arbeitete als Gymnasiallehrer in Zagreb, war von 1935 bis 1941 Direktor der Musikakademie, dann bis 1945 Leiter des Ethnographischen Museums in Zagreb.
Er komponierte drei Opern, eine Sinfonie, ein Violin- und ein Klavierkonzert, kammermusikalische Werke, vier Messen, einige Kantaten, mehrere Liederzyklen sowie Volksliedbearbeitungen. Für das Oratorium Život i spomen slavnih ucitelja sv. Brace Cirila i Metoda erhielt er eine Anerkennung bei den ISCM-Weltmusiktagen (ISCM World Music Days) der International Society for Contemporary Music 1927 in Frankfurt am Main. 1929 wirkte er als Juror bei den ISCM-Weltmusiktagen in Genf. Außerdem verfasste Širola die erste kroatische Musikgeschichte.